# PokéPark 2: Il mondo dei desideri
PokéPark 2: Il mondo dei desideri (ポケパーク2 ＢＷ ビヨンド・ザ・ワールド?, Poké Park 2: BW - Beyond the World) è un videogioco della serie Pokémon per Nintendo Wii sviluppato da Creatures Inc., pubblicato in Giappone il 12 novembre 2011 ed in Europa il 23 marzo 2012 da Nintendo.
Seguito di PokéPark Wii: La grande avventura di Pikachu, è ambientato all'interno di un parco tematico dedicato ai Pokémon.

## Trama
Il gioco inizia con un dialogo fra due Pokémon, Reshiram e Zekrom, che discutono della presenza di una forza oscura incombente nei due mondi, concludendo che solo un'altra forza, ma questa volta luminosa e positiva può fermarla. Ma tale forza è debole.
Intanto al PokéPark, Pikachu incontra, nei pressi della Baia delle Onde, uno dei suoi migliori amici, Piplup, dove scoprono un nuovo parco
dei divertimenti, il parco dei desideri. Prima incontrano Oshawott che sospetta di Pikachu, ma poi Piplup chiarisce la faccenda e allora il Pokémon chiede a Pikachu dieci bacche per entrare nel parco. Una volta entrati, i due amici incontrano Gothita, il Pokémon del parco, che gli consiglia di giocare al supergioco di Cofagrigus: la fabbrica di dolci. Dopo aver giocato, come premio potranno mangiare delle torte, ma prima di cibarsene, i due vengono informati da Pansear di non mangiarle perché misteriosamente gli altri Pokémon, dopo averle mangiate, si stanno comportando stranamente. Ma il guardiano cerca di fargli mangiare la torta per forza. Nel tentativo di provarci con i due amici, viene fermato da Oshawott, così i tre cercano di scappare, ma per salvare gli altri, Piplup viene catturato dalle gigantesche mani del "cosiddetto" padrone.
Ritornati alla baia, i due si dirigono da Samurott, il capoarea della zona, dove alla fine Pikachu e Oshawott si uniscono per svelare il mistero. Nella città del porto, i due ritrovano Sandile e Krokorok, che confidano loro il trucco per entrare nel parco: usare la forza dell'amicizia. Ritornati al parco, sconfiggono Cofagrigus e suonano la campana dei desideri per far tornare normali i Pokémon. Qui scoprono che esistono altre tre zone ed un palazzo dei desideri dove di certo si trova Piplup. Alla città i due convincono Krookodile a farli transitare nell'area floreale, dove incontrano Snivy e successivamente Zorua disperato a causa della scomparsa, all'interno del parco, della sua amica Zoroark. I due gli promettono di salvarla, ma un pezzo del poster del portale è strappato.
Chiedendo aiuto a Serperior, il team si dirige da Deerling che rivela la posizione del portale: si trova nel tronco cavo. Insieme a Snivy riescono a trovarlo e riaggiustarlo, ma Bisharp, sospettoso, cerca di fermarli. Dopo che Snivy gli spiega il problema, il team entra nel portale insieme a Zorua, dove salvano Zoroark, sconfiggono Chandelure, suonano la campana e rincontrano Piplup che ha deciso di rimanere nel parco per avvertire gli altri Pokémon.
I tre si dirigono al Forte Montano dove trovano un Victini preoccupato per la scomparsa del suo amico Tepig. Entrati nell'area dopo aver rivelato una parola d'ordine, trovano il Pokémon incastrato in un cannone, così il trio decide di lanciarlo. Alla fine Tepig arrabbiato viene sconfitto dal team e ringrazia gli eroi di averlo salvato. Dopo questo evento, il team decide di partecipare al torneo di lotta. I quattro dovranno superare due prove proposte dal capoarea Emboar. La prima, consiste nello spaccare una roccia, possibile solo con l'aiuto di Tepig, mentre la seconda consiste nel ritrovare una "barba" molto importante per la partecipazione, chiamata la "barba del valore". I quattro però, per colpa di un gruppo di Geodude, arrivano in ritardo e sono costretti ad entrare nell'ingresso dell'arena dove devono fronteggiare Hydreigon. Dopo la vittoria, Scraggy confessa a tutti i presenti che è stato Hydreigon ha condurre i Pokémon nel parco dei desideri, ma nello stesso momento, Hydreigon fugge, con il collega Haxorus che nel parco ha rapito Victini. Il team entra un'altra volta, sconfiggendo Haxorus: più tardi appare Gothitelle con il suo padrone, che si rivela essere Darkrai. Haxorus e Hydreigon, rendendosi conto di essere stati imbrogliati, cercano di ribellarsi, ma inutilmente. Intanto Gothitelle offre agli eroi di superare un altro supergioco e di lascarli suonare la campana liberarando il Pokémon Vittoria. La promessa viene mantenuta, ma Gothitelle confessa che deve portare un altro Pokémon al padrone, mostrando Piplup. Il quartetto deve ora contattare l'inventore della porta nel poster situato in un laboratorio in un deposito di treni. Grazie al capoarea Conkeldurr e a dei Klink, Klang e Klinklang riescono a raggiungere Reuniclus, appunto l'inventore della porta nel poster, e riescono ad arrivare nell'ultima zona del parco dei desideri dove riescono a sconfiggere Sigilyph e a riunire tutte le zone sbloccando il palazzo dei desideri.
Il team entrando nel palazzo incontrano Piplup che gli confessa che il parco dei desideri non è poi così male, cercando convincere Pikachu a rimanere con lui. I Pokémon sospettano che Piplup abbia subito un lavaggio del cervello, come era successo con Zoroark, che, dopo averlo sconfitto scappa. Dopo questo scontro appare Darkrai: grazie ad un incantesimo riesce a far dimenticare a Snivy, Tepig e Oshawott la loro avventura con Pikachu e lo stesso Pikachu. Darkrai confessa che per punire il Pokémon lo farà vivere in solitudine.
Pikachu ormai in solitudine, torna nella piazza del porto dove trova conforto in Piplup, che gli confessa di essersi sentito in imbarazzo dopo essere tornato in sé, quindi è scappato. Piplup consiglia di guadagnare di nuovo l'amicizia degli altri membri del team: infatti ritornano a ricordarsi dell'amico.
Il quartetto è pronto per battersi con Darkrai, apparentemente del fallimento dell'incantesimo. Dopo essere stato sconfitto, con sorpresa, Darkrai diventa gigantesco, ma viene lo sconfitto lo stesso. Dopo la sconfitta il Pokémon incubo viene avvertito di qualcosa di terribile. Il team e costretto a vedere cosa sta succedendo. Infatti il vortice sta cominciando a risucchiare i due parchi. Per fortuna Reuniclus ha creato una sfera in grado di annullare il vortice, ma un Pokémon dovrà sacrificarsi. I quattro Pokémon dovranno per prima suonare le quattro campane in sincronia, mentre il vortice iniziava a risucchiare tutta la zona dolci. Oshawott che si trova nella zona dolci rischia di essere risucchiato ma Snivy, Tepig e Pikachu cercano di trattenerlo ma il Pokémon per non far rischiare gli altri lascia la presa. Il vortice però risucchia anche Snivy, Tepig, Piplup, Gothita, Gothorita, Gothitelle e Reuniclus così Darkrai sotto gli occhi di Pikachu si sacrifica per salvare gli altri Pokémon, infatti il vortice scompare e tutti i Pokémon vengono salvati, tra cui quelli risucchiati, tranne Darkrai. Inoltre dopo aver finito il gioco si ha anche la possibilità di far tornare Darkrai dal vortice oscuro rivolgendosi a Zekrom e a Reshiram.

## Modalità di gioco
PokéPark 2: Il mondo dei desideri è un gioco prevalentemente per giocatore singolo, con dei minigiochi che offrono funzionalità multigiocatore per un massimo di quattro persone. Il giocatore utilizza uno dei quattro Pokémon disponibili, Pikachu, Oshawott, Snivy e Tepig, e può cambiarli a piacimento; ogni Pokémon ha le proprie abilità speciali. Vari Pokémon incontrati durante il gioco sfidano il giocatore in una manciata di giochi. In modalità acchiapparello, il giocatore deve toccare l'avversario entro un limite di tempo. In modalità lotta, il giocatore deve sconfiggere l'avversario in combattimento. Altri Pokémon a volte offrono sfide come il quiz e nascondino.
Il giocatore può esplorare il Parco dei desideri, suddiviso in quattro zone: la Zona dolci, la Zona chic, la Zona lotta e la Zona meraviglia, e il Palazzo dei desideri, accessibile solo dopo aver suonato tutte e quattro le campane dei desideri. Oltre al nuovo parco, verranno sbloccate nuove aree del PokéPark e scoperti nuovi Pokémon appartenenti alla regione di Unima. Il gioco possiede anche una grafica decisamente migliorata, rispetto al predecessore.

## Accoglienza
| Testata                          | Giudizio |
| -------------------------------- | -------- |
| Metacritic (media al 12-04-2012) | 60/100   |
| IGN                              | 6.5/10   |
| Nintendo Power                   | 5.5/10   |
| Nintendo Life                    | [ 7 ]    |

Come il primo gioco, PokéPark 2: Il mondo dei desideri ha ricevuto recensioni miste dalla critica. Nintendo Power ha assegnato al gioco un punteggio di 5.5/10, affermando che "il gameplay è difettato" e che "chi cerca un gioco profondo dovrebbe abbassare le aspettative". IGN ha dato al gioco un 6.5/10, dicendo che "faremo tutti meglio a resistere per il prossimo vero titolo Pokémon". Nintendo Life ha dato al gioco un punteggio di 7/10, definendolo un gioco "semplice ma divertente.